# Museu Arxiu Municipal de Cabrils
El Museu Arxiu Municipal de Cabrils, o simplement Museu-Arxiu de Cabrils, és un nou museu inaugurat el 22 de gener de 2011 a Cabrils, al Maresme. Es tracta d'una iniciativa municipal. El museu ocupa la masia de Can Ventura del Vi, al centre de la vila. És gestionat per l'Organisme Autònom Local Museu-Arxiu Municipal de Cabrils.

## Història
El 1980 un grup de veïns de Cabrils amants de la història i del patrimoni van plantejar la necessitat de crear un museu local a Cabrils. Entre els proponents es trobaven Oriol Raventós, Antoni Campos, Ferran Jaumà, Jaume Tolrà i Jaume Altafulla. No fou fins als 1983 quan la proposta va començar a agafar forma i van implicar al llavors regidor de cultura, Ricard Martínez Roura. L'Ajuntament municipal va atendre les peticions dels veïns i un any després es va inaugurar el Museu Municipal de Cal Àrra, al Carrer Acàcies, 4. Per diversos problemes el museu va anar ocupant diverses seus, tot i sense parar l'activitat cultural.
L'any 2010 van començar les obres de rehabilitació de Can Ventura del Vi. Les obres d'habilitació del nou edifici es van finançar amb diners del Fons Estatal d'Inversió Local. Es va reformar la planta baixa, el pis i es va incorporar un ascensor a la finca, per eliminar les barreres arquitectòniques.
La nova seu del museu es va inaugurar el 22 de gener de 2011.

## Objectius
Els objectius del museu són l'estudi, conservació, documentació, restauració, exposició, difusió, foment i pedagogia del patrimoni arqueològic, etnogràfic, geològic, botànic, faunístic, històric i cultural de Cabrils. Pel que fa a l'arxiu, els seus objectius són la conservació, catalogació, l'estudi i difusió de tots aquells materials gràfics i documentals que siguin d'interès històric local.